# Kammhuber-Linie

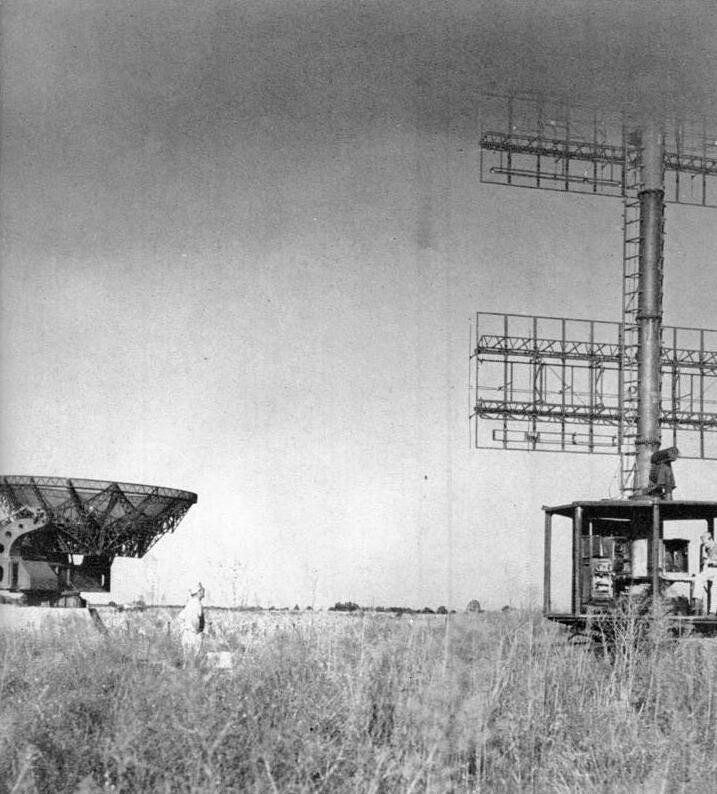
Ein Freya- und ein Würzburg-Radar

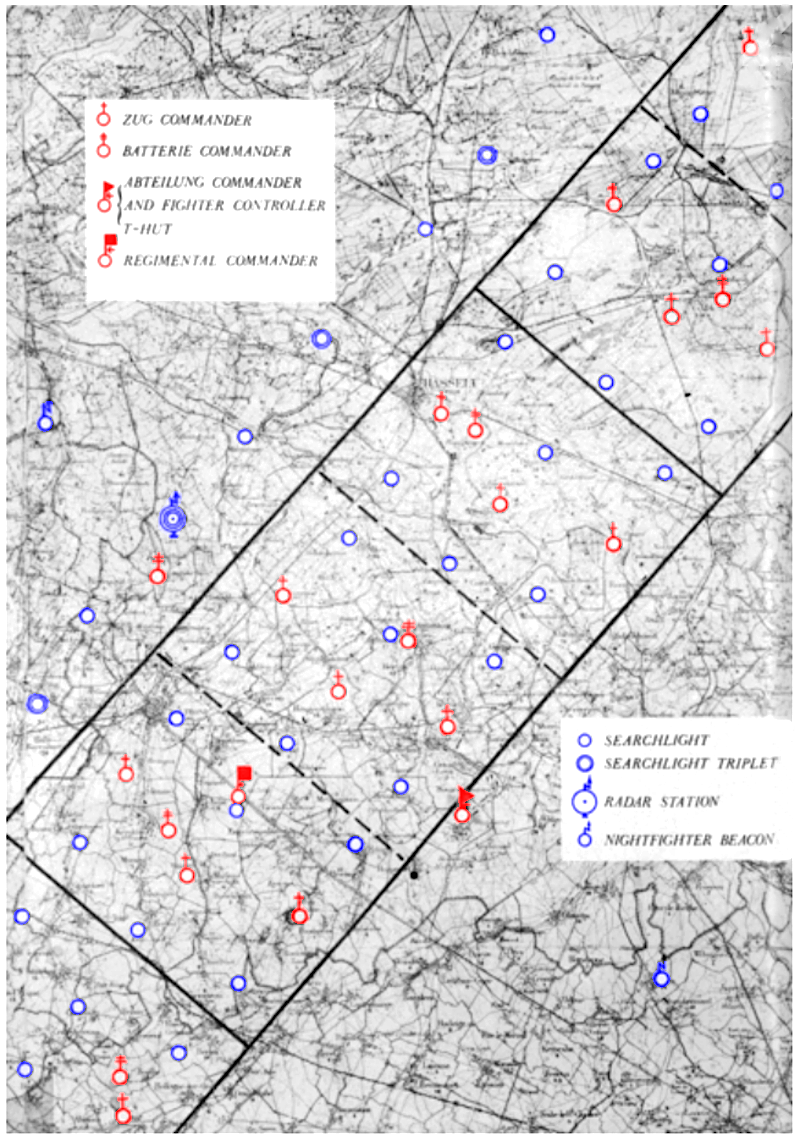
Eine Karte der Kammhuberlinie, welche von einem Belgischen Agenten 1942 an England geliefert wurde

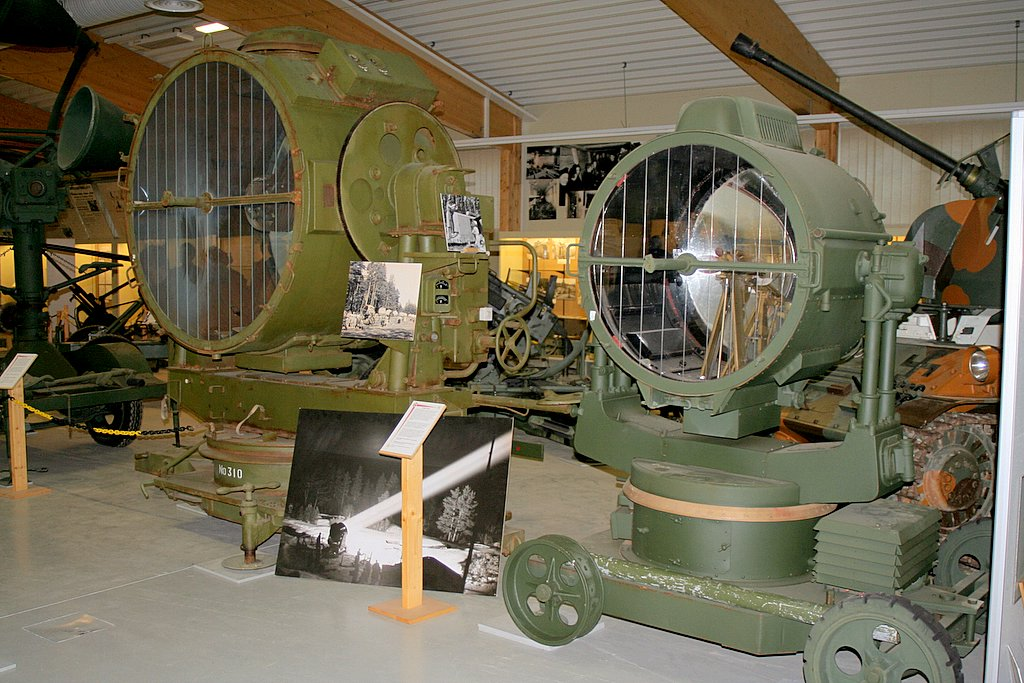
Suchscheinwerfer waren ein Bestandteil der Kammhuberlinie

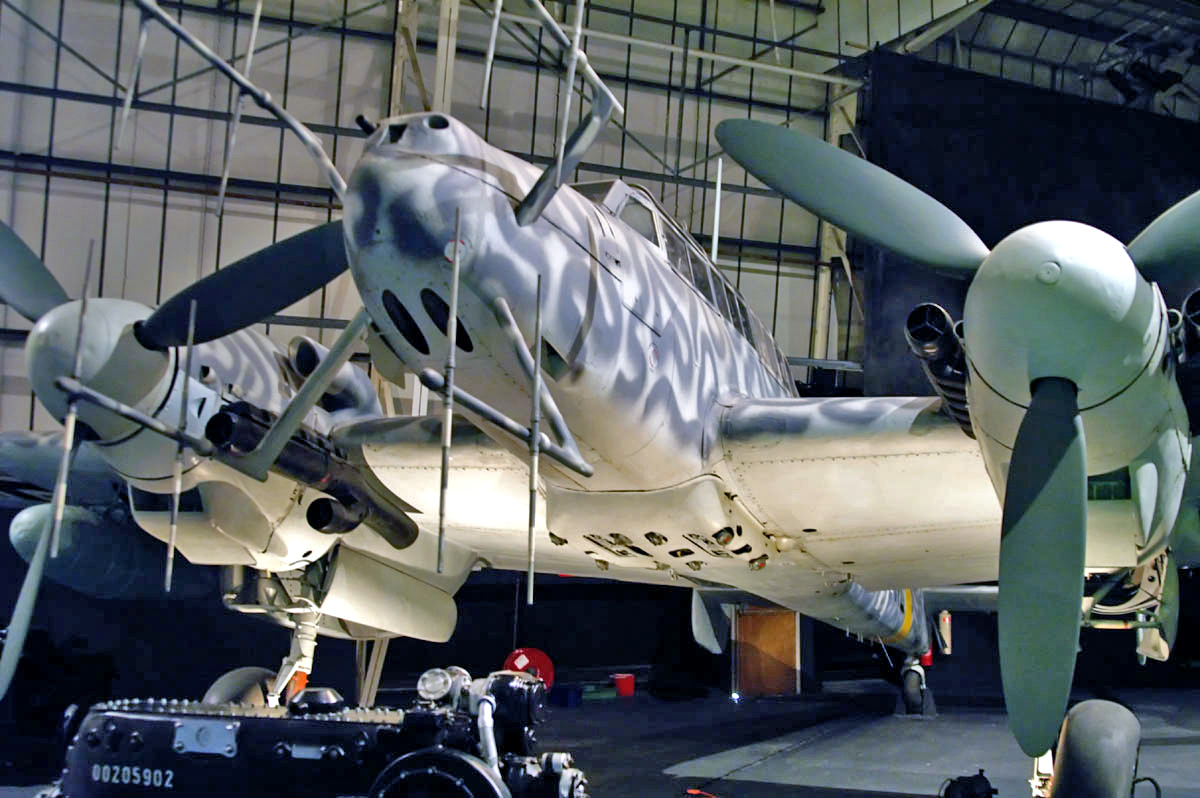
Die Nachtjäger waren mit Lichtenstein-Radar ausgerüstet, welches im 4-Meter-Band operierte. Daher die großen Antennen am Flugzeug

Die Kammhuberlinie war eine strategische Einrichtung zur radargestützten Luftverteidigung nach dem Himmelbett-Verfahren durch die Luftwaffe der Wehrmacht im Zweiten Weltkrieg und erreichte im Endausbau über 1.000 Kilometer Länge von Nord- bis Südeuropa.

## Aufbau und Funktionsprinzip
Nach dem Sieg über Frankreich im Westfeldzug ernannte Reichsmarschall Hermann Göring Oberst Josef Kammhuber am 19. Juli 1940 zum Kommandeur der in Aufstellung befindlichen 1. Nachtjagddivision, bestehend aus nur einem Nachtjagd-Geschwader (NJG 1), einer Scheinwerferbrigade und einem Luftnachrichtenregiment. Später folgte ein zweites Geschwader (NJG 2). Im August 1941 wurde er „General der Nachtjagd“ mit dem Kommando über das XII. Fliegerkorps, dem alle Verbände der Nacht-Luftverteidigung unterstellt wurden.
Kammhuber entwickelte und organisierte das Zusammenspiel aller Horchposten, Scheinwerferbatterien, Flak- und Radar-Einheiten und vom Boden geführten Nachtjägern, die bis zu dieser Zeit weitgehend unabhängig voneinander – unter getrenntem Kommando sowie ohne gemeinsame Kommunikation – gegen in steigendem Maße einfliegende alliierte Bomber agiert hatten. Dazu errichtete Kammhuber eine Kette einander überschneidender Luftverteidigungszonen, sogenannten Himmelbetten. Die Begriffe Kammhuber-Linie oder Kammhuber-Riegel wurden von den Alliierten geprägt und von den Deutschen bis zum Kriegsende nicht verwendet.

## Erfolge und Misserfolge
Die Kammhuber-Linie war anfänglich gegen die wenigen einfliegenden Bomber äußerst wirksam, verlor aber von Mitte 1942 bis 1943, als die Royal Air Force immer öfter mit hunderten Bombern ins Reichsgebiet einflog, an Wirkung. Ein Grund dafür war, dass pro Himmelbett jeweils nur zwei Nachtjäger an den Feind geleitet werden konnten. Hinzu kamen erhebliche Rückschläge, beispielsweise die ersten 1000-Bomber-Angriffe unter anderem auf Köln (Operation Millennium, 30./31. Mai 1942), auf Essen, auf Bremen, der Feuersturm in Hamburg (Operation Gomorrha Juli/August 1943) und der Einsatz von Düppeln, die das Himmelbett-Verfahren monatelang unwirksam machte. Daher wurde bis Herbst 1943 die starre „Kammhuber-Linie“ völlig flexibilisiert, indem Nachtjäger mit modernisiertem Bordradar (siehe Lichtenstein (Radar)) in größeren Gruppen an Bomberverbände geführt wurden und eigenverantwortlich auf freie Nachtjagd gingen. Selbst Tagjäger wurden mit Hilfe der Flakscheinwerfer ebenfalls in der Nachtjagd eingesetzt („Wilde Sau“). Die neuen Taktiken brachten bis September 1944 Kammhubers Luftverteidigungssystem erneute Abwehrerfolge, bis kriegsbedingter Treibstoffmangel die deutsche Nachtjagd bis zur Kapitulation 1945 weitgehend am Boden hielt.

## Realisierung
Kammhubers Ziele sollten erreicht werden, indem verschiedene Bereiche eingerichtet wurden, die der Abwehr alliierter Angriffe dienen sollten. Hierzu gab es drei unterschiedliche Bereiche: Die Dunklen Nachtjagdräume (Dunaja), die Hellen Nachtjagdräume (Henaja) und die kombinierten Nachtjagdräume (Konaja). Um besonders schützenswerte Bereiche herum wurden kombinierte Nachtjagdräume eingerichtet. In diesen Konajas sollten alliierte Angriffe im Zusammenspiel von Jagdfliegern und Flak bekämpft werden. Konajas waren im Einsatz um Kiel (Konaja „Kiebitz“), Hamburg (Konaja „Hummel“), Berlin (Konaja „Bär“), Duisburg (Konaja „Drossel“), Köln (Konaja „Kolibri“), Bremen (Konaja „Roland“), Darmstadt (Konaja „Dachs“) und München (Konaja „Mücke“). Dieses Abwehrverfahren führte allerdings bei geringen Abschusserfolgen zu zahlreichen eigenen Verlusten und wurde etwa Ende 1941 abgelöst durch verbesserte freiere Kampfverfahren (Wilde Sau, Zahme Sau).
Da die Vorwarnzeit für eine wirksame Luftverteidigung möglichst groß sein musste, wurde an der Nordseeküste, später auch an der Atlantikküste, ein System aus „Freya“- und „Würzburg“-Geräten errichtet. Diese waren, abweichend von den britischen Pendants, hochkomplexe Anlagen mit fachausgebildetem Personal, das aus Geheimhaltungsgründen praktisch kaserniert war. Der technische Fortschritt gegenüber dem Vereinigten Königreich betrug um 1942 ungefähr sieben Monate; man tat alles, um diesen auch zu halten. Dabei verkannte man allerdings, dass eine hochkomplexe und auch teure Anlage ein taktisch schwieriges Ziel darstellt, jedoch ein strategisch umso lohnenderes, und so gelang es der USAF und der RAF mehrmals, durch gezielte taktische Angriffe die Kammhuber-Anlage für Stunden bis Tage außer Gefecht zu setzen.
Die Funktion entsprach weitestgehend dem modernen Radar, mit einigen geringen Unterschieden: Es gab – oft räumlich getrennt – Anlagen zur Passiv- und Anlagen zur Aktivortung. Die Würzburg-Riese genannten Anlagen sendeten mit ihren 8 m großen Parabolspiegeln einen Fächer von Radarwellenkegeln aus, bei denen auf den mittleren Kegel mit einer Frequenz von etwa 560 MHz ein Signalton aufmoduliert wurde (FM-Technik), der für jeden Sektor dieses Fächerstrahls eine eigene Frequenz hatte. Diesen Sendestationen waren die Freya-Anlagen zugeordnet. Eine Freya-Anlage war wesentlich einfacher aufgebaut, am zutreffendsten zu beschreiben als Dipol-Antenne. Die einzelnen Antennenstäbe waren so auf die Verstärker aufzuschalten, dass der Funkmesstechniker einen Such- und einen Fokus-Modus zur Verfügung hatte. Das Freya-System hatte den großen Vorteil, dass die erhaltenen Daten akustisch ausgewertet werden konnten. Der Messtechniker hatte einen Kopfhörer, bei dem er das modulierte Signal hörte, sobald seine Antenne die Reflexion auffing. Dadurch waren keine teuren und kurzlebigen Ausrüstungsgegenstände wie Bildschirme nötig.
Dazu gehören unter anderem auch Horchposten und Beobachtungseinheiten. Die Würzburganlagen trugen Bezeichnungen wie „Wolf“ (Nordfriesland), „Languste“ (Ostfriesland), „Löwe/Tiger“ (Westfriesland), „Hering“ (West Niederlande), „Hamster“ (belgisch/niederländisches Grenzgebiet) oder „Lori“ (nordwestliches Bodenseegebiet). Der Raum um Mannheim hatte eine kombinierte Würzburg-/Freya-Beleuchtungszone, die den Codenamen „Kranich“ trug.

## Jagdleitung
1. Ein feindliches Flugzeug flog in den Überwachungsluftraum ein.
2. Die vom Würzburgriesen emittierten Signale trafen auf seine Außenhaut und wurden reflektiert. Je nach Sektor (relativ zur Sendeantenne) war der auf die Trägerwelle modulierte Ton hoch oder tief.
3. Das reflektierte Signal wurde von einer Freya-Station empfangen. Der Techniker hörte auf seinen Kopfhörern beispielsweise links ein lautes, rechts ein leises Signal gleicher Frequenz und ließ somit seine Antenne ein wenig weiter nach links ausrichten. Die einzelnen Flügel seiner Antenne hatten eigene Verstärker und waren auf die Kopfhörerseiten geschaltet.
4. Am Richtwinkel der Freya-Anlagen konnte er nun ablesen, aus welcher Richtung das Signal kam.
5. Nun schaltete er Vergleichstöne auf seine Kopfhörer und konnte so durch die entstehenden Akkorde und die Schwebungen (oder den Gleichklang) ermessen, in welchem Sektor sich sein Überwachungsobjekt relativ zur Würzburg-Station befand. Daraus war trigonometrisch die Position zu errechnen.
6. Der Funkmessleiter meldete die Position an die Luftraumüberwachung und diese ließ die Signale auf ihrer taktischen Tafel markieren.
7. Nun sollte der Luftraumüberwachung auffallen, wenn mehrere Freya-Anlagen das gleiche Signal verfolgten oder wenn ein Signal aus dem Überwachungssektor der einen Anlage heraus in den Sektor einer anderen Anlage hineinwechselte. Sie entschied, welche Anlage dann welches Ziel verfolgte und befahl den übrigen Anlagen die Überwachung der frei gewordenen Sektoren.
8. Dann versetzte sie die Abfangjäger der Lokalitäten, die als Angriffsziel in Frage kamen, in Alarmbereitschaft (die Piloten saßen startbereit im Flugzeug). Dabei handelte es sich um klassische Jagdflugzeuge mit Signalbemalung.
9. Zur gleichen Zeit wurden Verfolgungsjäger gestartet. Diese waren größtenteils voll nachtgetarnte Bf 110 (umlackierte Variante „C“, ab Mai 1942 fast nur noch die G4 in ihren verschiedenen Ausführungen) und hatten ab Februar 1942 ein Passiv- („Lichtensteingerät“, „Rostenthal-halbe“ usw.), später auch Aktiv-Radar („Lichtenstein SN“ und „SN2“, „Neptunanlage“ und „Flensburgsystem“) und verfolgten die Bomber. Die Jäger selbst hatten keine Navigationseinrichtungen. Sie konnten sich lediglich an Flüssen oder anderen nachts sichtbaren Landmarken orientieren.

Hier kam eine zweite Freya-Station ins Spiel, die den Jäger verfolgte und ihn per Funk bis an das Ziel heranführte. Dabei wurde, wenn möglich, der Jäger gegen das Mondlicht an die Bomber herangeführt, so dass er die dunkle Silhouette vor den Wolken ausmachen konnte. Dabei war darauf zu achten, dass nur ein Jäger auch einen Bomber/Staffel verfolgte, und nicht ein Jäger auf einen anderen Jäger stieß.
1. Ließ sich in etwa abschätzen, welche Städte als Ziel in Frage kamen, so wurden die Nachtjäger dahingehend instruiert (was die Navigation erleichterte), dann wurden die Flakgürtel in Alarmbereitschaft versetzt. Diese riefen für die Stadt eine niedrige Alarmstufe aus (Beleuchtungsverbot usw.), meistens mit einer genauen Zeitangabe, wann mit dem Eintreffen der Bomber zu rechnen sei. War das Ziel klar ausgemacht, erging eine Fliegeralarmwarnung an die betroffene Stadt, Flak wurde bemannt und Suchscheinwerfer in Position gebracht. Die Abfangjäger starteten und begaben sich auf die von den Freya-Stationen gepeilten Höhen.
2. Wenn die Bomber gefährlich nah an die Flakgürtel der Industriegebiete/Hafenanlagen gelangt waren, drehten die zweimotorigen Nachtjäger ab. Sie waren zu oft das Opfer der eigenen Flak gewesen, trotz Signalleuchtkugeln und eindeutiger Typisierung. Die Flak schoss einfach auf jedes mehrmotorige Flugzeug. Die Jäger kehrten zu ihren Standorten zurück, wurden aufgetankt und aufmunitioniert, oft starteten sie auch für einen zweiten Angriff gegen die zurückkehrenden Bomber (diese hatten allerdings aufgrund ihrer geringeren Ladung eine höhere Geschwindigkeit und eine größere Flughöhe, außerdem eine geringere Priorität).
3. Den Luftkampf übernahmen nun die einmotorigen Tag-Dämmerungsjäger. Diese waren schnell und wendig genug, um in anfliegenden Bomberstaffeln zu manövrieren, gleichzeitig waren sie mit ihrer Silhouette leichter von den Bombern zu unterscheiden.